# إيرل سومنر درابر
إيرل سومنر درابر (بالإنجليزية: Earle Sumner Draper)‏ هو مهندس معماري أمريكي، ولد في 1893، وتوفي في 1994.